# Ébréon
Ébréon és un municipi francès situat al departament del Charente i a la regió de la Nova Aquitània. L'any 2007 tenia 155 habitants.

## Demografia

### Població
El 2007 la població de fet d'Ébréon era de 155 persones. Hi havia 68 famílies de les quals 24 eren unipersonals (16 homes vivint sols i 8 dones vivint soles), 28 parelles sense fills i 16 parelles amb fills.
La població ha evolucionat segons el següent gràfic:
Habitants censats

### Habitatges
El 2007 hi havia 104 habitatges, 71 eren l'habitatge principal de la família, 26 eren segones residències i 7 estaven desocupats. Tots els 104 habitatges eren cases. Dels 71 habitatges principals, 58 estaven ocupats pels seus propietaris, 8 estaven llogats i ocupats pels llogaters i 5 estaven cedits a títol gratuït; 3 tenien una cambra, 7 en tenien dues, 11 en tenien tres, 14 en tenien quatre i 36 en tenien cinc o més. 54 habitatges disposaven pel capbaix d'una plaça de pàrquing. A 39 habitatges hi havia un automòbil i a 29 n'hi havia dos o més.

### Piràmide de població
La piràmide de població per edats i sexe el 2009 era:
| Homes | Edats   | Dones |
| ----- | ------- | ----- |
| 0     | 95 o +  | 0     |
| 4     | 90 a 94 | 4     |
| 0     | 85 a 89 | 0     |
| 0     | 80 a 84 | 4     |
| 16    | 75 a 79 | 20    |
| 4     | 70 a 74 | 8     |
| 4     | 65 a 69 | 4     |
| 4     | 60 a 64 | 4     |
| 0     | 55 a 59 | 0     |
| 4     | 50 a 54 | 0     |
| 20    | 45 a 49 | 4     |
| 0     | 40 a 44 | 8     |
| 4     | 35 a 39 | 0     |
| 8     | 30 a 34 | 8     |
| 4     | 25 a 29 | 8     |
| 0     | 20 a 24 | 0     |
| 0     | 15 a 19 | 4     |
| 0     | 10 a 14 | 0     |
| 8     | 5 a 9   | 8     |
| 4     | 0 a 4   | 0     |

## Economia
El 2007 la població en edat de treballar era de 85 persones, 58 eren actives i 27 eren inactives. De les 58 persones actives 54 estaven ocupades (27 homes i 27 dones) i 4 estaven aturades (2 homes i 2 dones). De les 27 persones inactives 14 estaven jubilades, 1 estava estudiant i 12 estaven classificades com a «altres inactius».

### Ingressos
El 2009 a Ébréon hi havia 74 unitats fiscals que integraven 157 persones, la mediana anual d'ingressos fiscals per persona era de 14.456 €.

### Activitats econòmiques
Dels 6 establiments que hi havia el 2007, 1 era d'una empresa extractiva, 2 d'empreses de construcció, 1 d'una empresa de comerç i reparació d'automòbils i 2 d'empreses de serveis.
L'únic servei als particulars que hi havia el 2009 era una fusteria.
L'any 2000 a Ébréon hi havia 19 explotacions agrícoles que ocupaven un total de 1.100 hectàrees.

## Poblacions més properes
El següent diagrama mostra les poblacions més properes.